# اتفاقية رامسر
اتفاقية رامسر هي معاهدة دولية للحفاظ والاستخدام المستدام للمناطق الرطبة من أجل وقف الزيادة التدريجية لفقدان الأراضي الرطبة في الحاضر والمستقبل وتدارك المهام الإيكولوجية الأساسية للأراضي الرطبة وتنمية دورها الاقتصادي، الثقافي، العلمي و قيمتها الترفيهية. وتحمل الإتفاقية اسم مدينة رامسر في إيران.

## مواقع رامسار
يتمتع حاليا أكثر من 1888 موقع بحماية اتفاقية رامسار بمساحة تقدر ب 1.8 مليون كيلومتر مربع وفقا للمبادئ التوجيهية للاتفاقية ، وهي موزعة على 159 بلدا (أيار / مايو 2010)، منها في ألمانيا منطقة حقول التقطر شمالي مدينة مونستر.